# Calamagrostis canadensis
Calamagrostis canadensis — багаторічна трав'яниста рослина родини тонконогові (Poaceae), поширена в арктичних і бореальних областях Північної Америки.

## Опис
Кореневище видовжене. Стебла 40–180 см завдовжки, поверхня між вузлами гладка. Бокові гілки відсутні. Лігули довжиною 2–10 мм, рвані. Листові пластини плоскі або скручені, 3–8 мм завширшки, поверхня шершава. Суцвіття — волоть, відкрита, ланцетні або яйцеподібна; щільна або вільна, завдовжки 15–25 см. Колоски поодинокі. Родючі колоски з квітоніжками. Родючі колоски містять 1 родючу квіточку. Колоски ланцетні, стиснуті з боків, 2.5–6 мм довжиною, розпадаються в зрілості. Колоскові луски стійкі, подібні, перевищують верхівки квітів, міцніші, ніж родючі леми. Колоскові луски еліптичні, 2.5–6 мм довжиною, папероподібні, 1-кілеві, 1-жильні, верхівки гострі. Родюча лема довгаста, 2.5–6 мм довжиною, без кіля, 5-жильна, верхівка зубчаста. Верхні квіткові луски 0.75–0.8 довжини леми, гіалінові, 2-жильні. Пиляків 3; 1–1.7 мм завдовжки.
Це смачна рослинна їжа для худоби та диких тварин. Ця жорстка кореневищна трава забезпечує стійкість ґрунту в вологих місцях.

## Поширення
Північна Америка: Ґренландія, Канада, США. Зростає уздовж струмків, населяє річкові тераси, тундру, кряжі, пустки; росте на сухих помірно й добре дренованих ґрунтах, гравії, піску; субстратах з низьким органічним вмістом, субстратах з високим органічним вмістом.

## Галерея

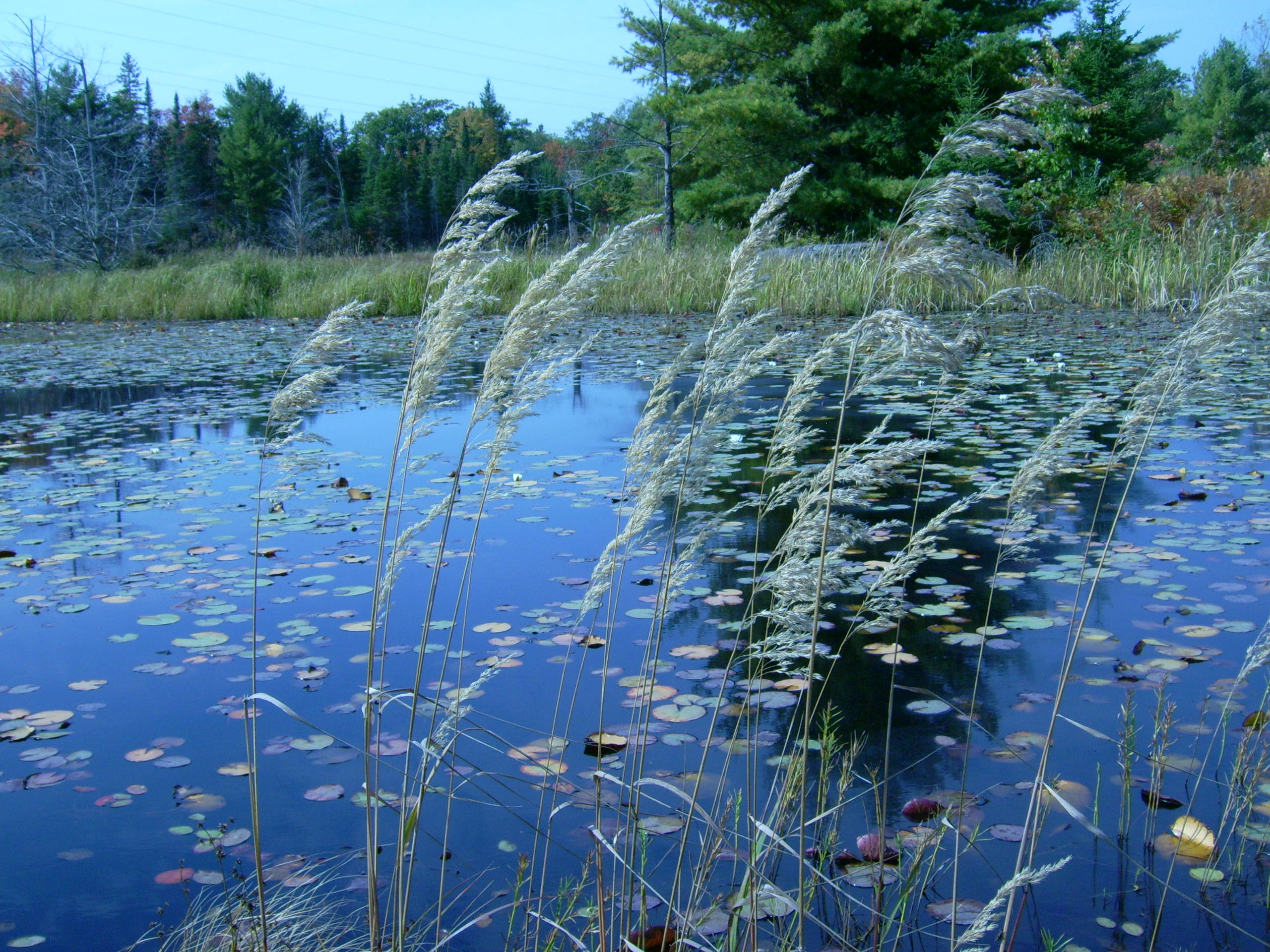
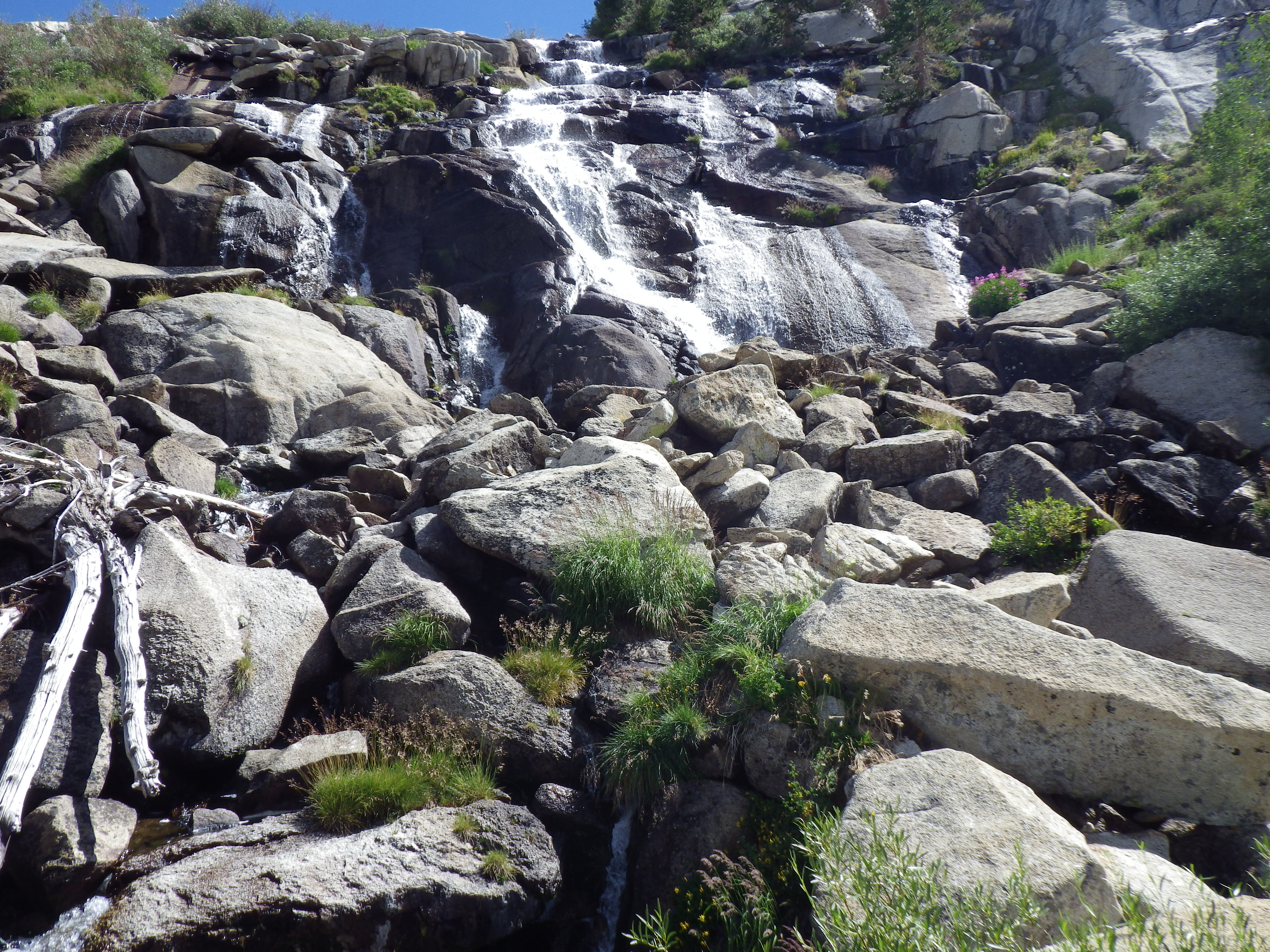
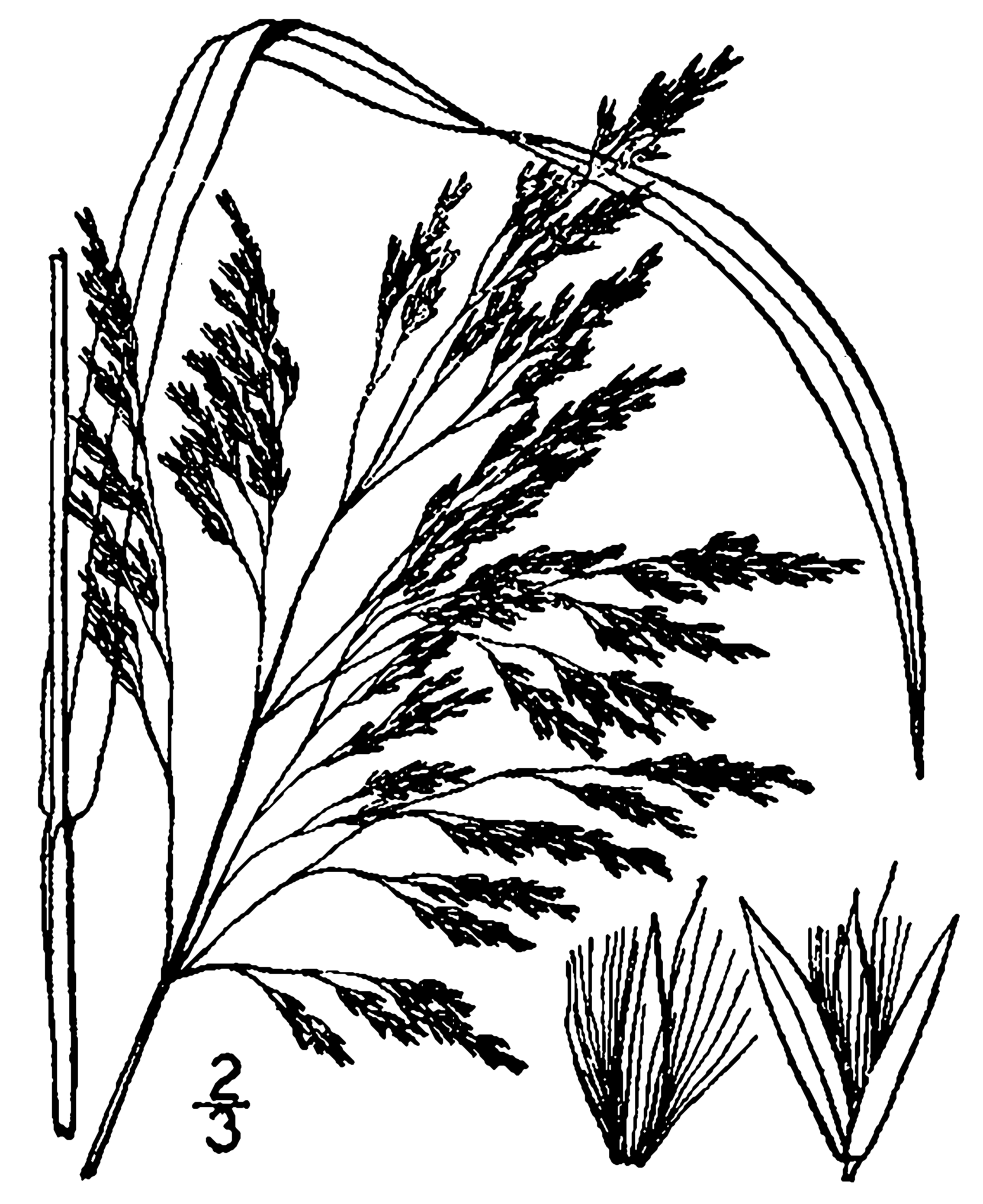